# Зайончковский, Влодзимеж

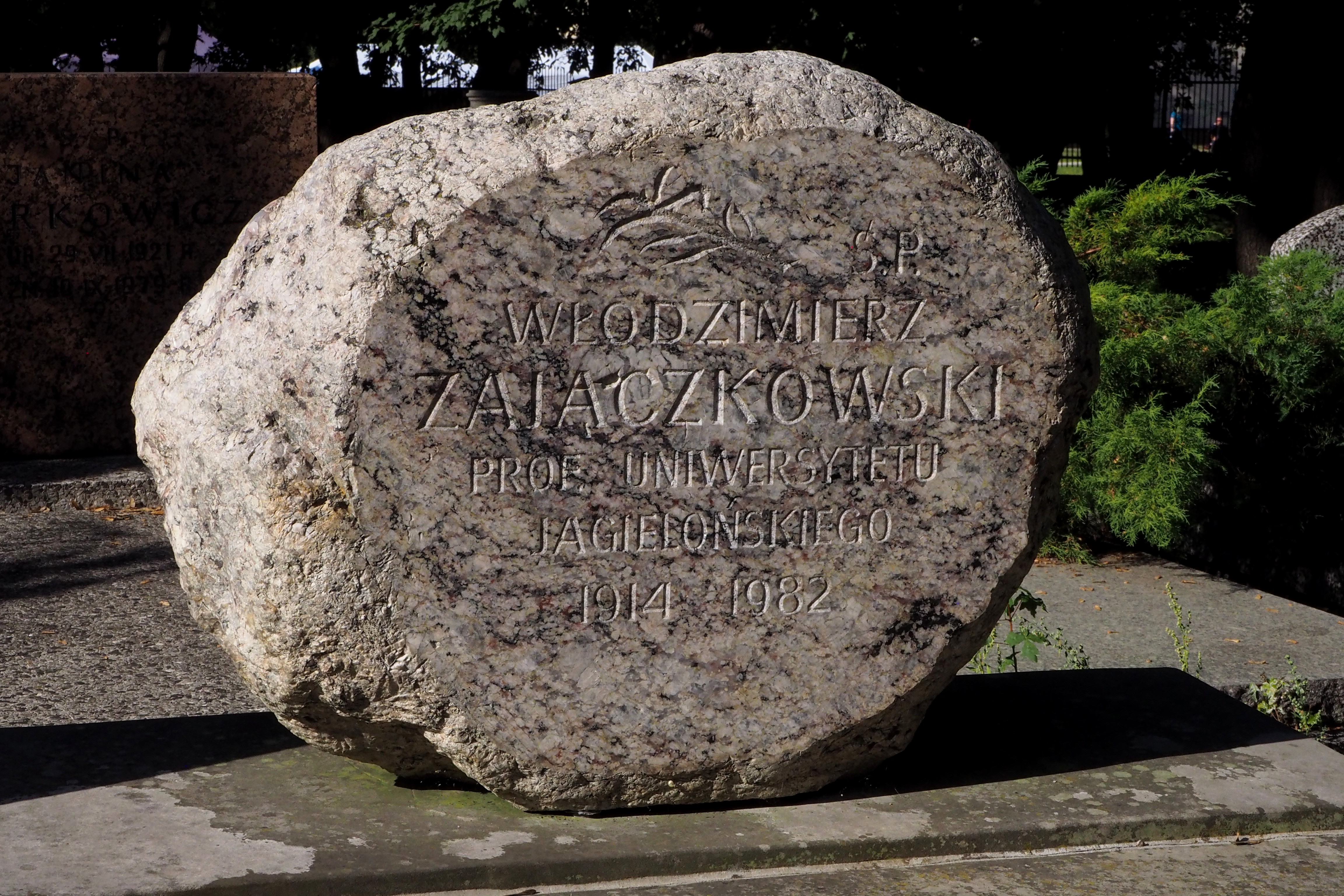
Могила профессора Влодзимежа Зайончковского на Караимском кладбище в Варшаве

Влодзимеж Зайончковский (пол. Włodzimierz Zajączkowski; 21 июля 1914, Вильна — 3 сентября 1982, Краков) — польский тюрколог, выпускник и многолетний профессор Ягеллонского университета.

## Биография
Родился 21 июля 1914 года в Вильне в семье караимов Иосифа Зайончковского и Надежды Шпаковской. В 1933 году окончил государственную гимназию имени Короля Сигизмунда Августа в Вильне и начал обучение в Кракове на кафедре мусульманского Востока философского факультета Ягеллонского университета. Под руководством профессора Тадеуша Ковальского специализировался в области мусульманского Востока и в 1937 году получил степень магистра, защитив диссертацию на тему «Арабские и персидские заимствования в западно-караимском языке». Параллельно изучал историю и в 1938 году защитил диссертацию «Татарский хан Крым-Гирей и Польша». После начала войны отправился в Вильнюс, где в 1940/1941 учебном году как историк устроился учителем в одну из польскоязычных средних школ. В 1942 году должен был поехать вместе с татарским националистом Кырымалом-Шинкевичем в Крым, чтобы выяснить, готов ли Крым принять литовских татар и караимских эмигрантов. На протяжении военных лет состоял в тесном научном контакте с востоковедом и караимским гаханом Сераей Шапшалом, вице-президентом Польского восточного общества до 1939 года. 6 декабря 1944 года арестован в Вильнюсе органами НКВД Литовской ССР и переведён в трудовой лагерь НКВД СССР. 23 ноября 1945 года отправлен в Воркутлаг. Обвинялся в том, что был арестован гестапо в феврале 1942 года по обвинению в поддержке Советов, давал показания о знакомых ему коммунистах и был привлечён к сотрудничеству под псевдонимом «З», что представляло собой преступление, предусмотренное статьёй 58-1а УК РСФСР. Узнав в феврале 1946 года об аресте, Ананий Зайончковский и Тадеуш Ковальский стали добиваться через МИД о его репатриации в Польшу. 9 апреля 1946 года было принято решение об освобождении В. Зайончковского за отсутствием состава преступления. В конце августа он прибыл в Краков.
В Кракове, опять же благодаря помощи профессора Тадеуша Ковальского, в то время генерального секретаря Польской академии искусств и наук, был принят на работу в это учреждение в качестве чиновника. В 1949 году получил докторскую степень на основе диссертации «Тюрки-гагаузы — история, язык, этнография». В том же году наконец устроился на кафедру восточной филологии на должность старшего ассистента. Затем получил последующие учёные степени — доцента (1955) и профессора (1980). С 1973 года возглавлял кафедру тюркологии Института восточной филологии Ягеллонского университета.
За год до смерти вместе с польским тюркологом и арменоведом Эдвардом Трыярским совершил поездку в Израиль, где посетил иерусалимскую караимскую синагогу и штаб-квартиру главного караимского раввината в Рамле.
Умер 3 сентября 1982 года в Кракове. Похоронен на Караимском кладбище в Варшаве.

## Научные труды
Влодзимеж Зайончковский занимался изучением диалектов тюркских народов и их фольклора:
- 1975: Язык и фольклор татар румынской Добруджи.
- 1966: Язык и фольклор гагаузов Болгарии.

С целью проведения полевых исследований совершил несколько научных поездок в Болгарию, Румынию, Югославию, Венгрию и Советский Азербайджан, результатом которых стали многочисленные публикации. Входил в группу польских и советских тюркологов, готовивших к изданию караимско-русско-польский словарь. Был автором ряда биографических статей об учёных-востоковедах (Тадеуше Ковальском, Мариане Левицком, Яне Гжегожевском, Серае Шапшале, Ахмеде Джафероглу, Борисе Недкове и Дьюле Немете), а также статей в «Польском биографическом словаре» о выдающихся караимах: Богуславе Фирковиче, Мордехае бен Нисане, Исааке Трокском, Симе Исааке Луцком, Иосифе Соломоне Луцком, Иосифе Лобаносе, Иосифе Малиновском и Александре Мардковиче.

## Семья
Отец — Иосиф-Авия Ромуальдович Зайончковский (1884—1966), племянник Ахиезера Зайончковского (отца Анания Зайончковского), член городского совета и председатель караимской общины (1929—1931) в Троках. Мать — Надежда, урождённая Шпаковская (1894—1945). Мачеха — Нина, урожд. Дубинская. Брат — Ромуальд Зайончковский (1922—1993), жил в Торуни.
Жена — Тамара Фиркович (урожд. Тынфович; 1924, Паневежис — 2017, Вильнюс), педагог, учитель английского языка. Вела занятия по караимскому языку во время летних школ в Тракае, передавая родной язык молодым поколениям.